# Компьютерный синтез
Компьютерный синтез (англ. Computer Assisted Synthesis Design) — область хемоинформатики, охватывающая методы, алгоритмы и реализующие их компьютерные программы, оказывающие помощь химику в планировании синтеза органических соединений, прогнозировании результатов и дизайне новых типов органических реакций на основе обобщения данных по известным синтетическим превращениям. В более узком смысле, под компьютерным синтезом понимается проведение с помощью компьютера ретросинтетического анализа с целью выработки оптимальной схемы синтеза заданного химического соединения.

## Ретросинтетический анализ

### Эмпирический подход к компьютерному синтезу
Компьютерные программы, реализующие эмпирический подход к компьютерному синтезу:
- LHASA (Logic and Heuristic Applied to Synthetic Analysis)
- SECS (Simulation and Evaluation of Chemical Synthesis)
- REACT (REACTion path synthesis program for the petrochemical industry)
- SynGen (SYNthesis GENeration)
- SYNCHEM (SYNthetic CHEMistry)
- WODCA (Workbench for the Organization of Data for Chemical Applications) [2]
- OSET (Organic Synthesis Exploration Tool)

### Неэмпирический компьютерный синтез
Компьютерные программы, реализующие неэмпирический подход к компьютерному синтезу:
- EROS (Elaboration of Reactions for Organic Synthesis)
- TOSCA (Topological Synthesis design by Computer Application)
- FLAMINCOES (Formal-Logical Approach to Molecular Interconversions)
- COMPASS (COMputer-ASsisted organic Synthesis)

## Синтез "вперёд"
Синтез "вперёд" предсказывает результат органических реакций для заданных исходных веществ, реагентов и условий проведения реакций. Предсказания даются на основе подробного рассмотрения механизмов реакций.
Компьютерные программы, реализующие синтез "вперёд":
- CAMEO (Computer Assisted Mechanistic Evaluation of Organic reactions)
- ICAR

## Дизайн новых типов органических реакций
Компьютерные программы, предназначенные для дизайна новых типов органических реакций путём формального перечисления различных способов перераспределения связей:
- IGOR (Interactive Generation of Organic Reactions)
- SYMBEQ (SYMBolic EQuations)[3]
- ARGENT